# Tal Aizik
Tal Aizik, (alias Fly), född 9 mars 1993, är en israelisk-kanadensisk professionell Dota 2-spelare som idag är kapten för Evil Geniuses.

## Karriär
Aizik började sin professionella karriär i spelet Heroes of Newerth där han träffade Johan Sundstein. Aizik blev upplockad av Fnatic och spelade HoN fram tills att Dota 2 växte sig fram i scenen. Han började spela som offlaner tillsammans med Sundstein i laget Team Secret där de spelade tillsammans fram till slutet av 2014.
Efter The International 2015 gick både Aizik och Sundstein samman och skapade OG där Aizik agerade lagkapten samtidigt som han bytte till support-rollen. OG deltog i Frankfurt Major som var deras första turnering och vann, året efter deltog de i Manila Major och vann. OG såg ut att vara det bästa laget i världen vid det tillfället men lyckades inte komma ut ur gruppspelet i The International 2016. Efter TI6 vann OG ännu två majors, Boston Major och Kiev Major.
Till The International 2017 såg OG väldigt starka ut men lyckades inte komma ut ur gruppspelet ännu en gång. Efter TI7 föll OG i en slump och Fly valde att lämna laget efter ESL Birmingham 2018. Innan The International 2018 plockades Aizik upp av Evil Geniuses och spelar idag i support-rollen.